# Partido da Ação e Solidariedade
O Partido de Ação e Solidariedade (em romeno: Partidul Acțiune și Solidaritate, PAS) é um partido político liberal e pró-europeu que atualmente governa a Moldávia. O PAS foi fundado por Maia Sandu, ex-ministra da Educação e atual presidente da Moldávia desde 2019. 
O partido foi criado em meio aos protestos de 2015-2016 na Moldávia e à crescente insatisfação com piora na situação econômica a corrupção generalizado no país. Maia Sandu foi eleito como líder do PAS em 15 de maio de 2016 e o partido foi oficialmente registrado pelo Ministério da Justiça em 26 de maio. O partido concorreu nas eleições de 2019, onde junto com a Plataforma Dignidade e Verdade (DA) formaram a NOW Plataforma DA e PAS. Essa coalizão acabou não durando muito e rapidamente foi dissolvida. Em junho de 2019, O PAS anunciou que estava pronto para formar um governo de coalizão com o Partido Socialista da República da Moldávia (PSRM), pró-russo. Em grande parte devido às diferenças ideológicas significativas entre os partidos no poder, o governo durou apenas cinco meses e foi deposto em 12 de novembro depois que o PSRM e o Partido Democrático da Moldávia votaram a favor de uma moção de desconfiança. 
Nas eleições presidenciais moldavas de 2020, a candidata e líder do partido, Sandu, foi eleita presidente da Moldávia. No ano seguinte, só que nas eleições legislativas, o partido venceu a eleição com uma esmagadora maioria, conquistando 63 assentos no Parlamento, no qual o ideal par uma maioria absoluta era 51 assentos.